# Smal venushaar
Het smal venushaar (Adiantum diaphanum) is een varen uit de lintvarenfamilie (Pteridaceae) die voorkomt in subtropische en tropische streken van Oost-Azië en Australazië. De varen is enkele malen ook in België en Nederland verwilderd aangetroffen.

## Naamgeving enetymologie
- Engels: Filmy maidenhair fern

De botanische naam Adiantum is afgeleid van het Oudgriekse 'ἀδίαντος', adiantos (niet-bevochtigd), vanwege de waterafstotende blaadjes. De soortaanduiding diaphanum komt van het Oudgriekse 'διαφανής', diaphanēs (kleurloos, transparant).

## Kenmerken
Het smal venushaar is een kleine, delicate varen met korte, kruipende en rood-bruin geschubde rizomen waaruit een bosje van fijne, tot 20 cm lange bladen ontspringen. De bladstelen zijn donkergroen en bezet met korte, stijve en donkere haren.
De bladschijf is smal driehoekig van vorm, enkel of dubbel geveerd. De bladsteel is langer dan het blad. De individuele bladslipjes zijn asymmetrisch gevormd, tot 13 mm lang, perkamentachtig dun, donkergroen, ondiep gelobd en fijn getand.
De sporenhoopjes zijn klein, rond tot niervormig, en liggen aan de toppen van de onderzijde van de bladen, onder de omgerolde bladranden. Er is geen dekvliesje.

## Habitat
Het smal venushaar komt net als het echt venushaar (Adiantum capillus-veneris) vooral voor op vochtige kalkrotswanden op halfbeschaduwde of open plaatsen, zoals in rotsspleten en op kliffen langs rivieren en watervallen, en op oude, kalkrijke en vochtige muren.

## Voorkomen
Het smal venushaar komt van nature voor in subtropische en tropische streken van Oost-Azië (waaronder Japan), Zuidoost-Azië en Australazië (onder meer Nieuw-Zeeland).
De soort is in België en Nederland enkele malen verwilderd aangetroffen op oude muren, onder ander in Delft, Den Haag en Gent.